# 龍澤寺 (石狩市)
龍澤寺（りゅうたくじ）は北海道石狩市厚田区古潭2にある曹洞宗の寺院。竜沢寺とも表記される。
水道が普及する以前、海沿いの土地である厚田は総じて飲料水の確保が難しく、古潭で唯一の井戸があった龍澤寺には炊飯時や渇水期になると、手桶やバケツを持った人々が長蛇の列を作ったという逸話がある。

## 歴史
1861年（文久元年）5月、函館市にある高龍寺の末寺として創建される。当初は、現在古潭墓地がある場所に所在していた。
1874年（明治7年）2月、風雪のため大破。1875年（明治8年）7月、開拓使厚田郡出張所の役宅の払い下げを受ける。
このころ、古潭の北はずれのヲショロコツにあった弁天社が、海岸の浸食のために移動させられる運びとなり、弁天社の収蔵品等の一部が龍澤寺に移された。龍澤寺本堂の向拝にある龍の彫刻も元は弁天社の物であり、本堂にぴったりと収まる寸法でない理由はそこにあるという。
1945年（昭和20年）7月15日、アメリカ軍の空襲を受けて庫裡が全焼したものの、本堂は大きな被害を免れた。
1955年（昭和30年）、本堂大修築。1957年（昭和32年）、庫裡新築。
1983年（昭和58年）、本堂と庫裡が増築される。

## 寺宝
善寳寺のお札
同寺は山形県鶴岡市に所在しており、北国の漁業者や船乗りからの信奉が厚い。
本尊横の仏像
高さ71cm・幅26cmの楕円筒形の厨子に納められている。全体の重さは4.5kg。
1864年（元治元年）、厚田場所請負人である浜屋の平田与三右衛門が、白津狩（シラツカリ）サケ漁の網で海から引き上げた物。
1867年（慶応3年）に奉納された。
鰐口 (1)
1791年（寛政3年）、3代目村山伝兵衛によって寄進された物。龍澤寺創建の70年前の年号なので、弁天社の旧蔵品と考えられる。
最大径29cm・厚さ10cm。中央の撞座には八葉蓮華文が施され、上部には2か所の耳がある。下半分の唇の厚さや、「目」と呼ばれる左右の取っ手が特徴的である。
北海道博物館に寄託されている。
鰐口 (2)
1792年（寛政4年）、3代目村山伝兵衛によって寄進された物。
最大径37cm・厚さ10cm。撞座に八葉蓮華文が施されている点は前年の鰐口と同様で、2か所の耳には鎖も残っている。
厚田区総合センター内に展示されている。